# Neolamprologus
Neolamprologus ett släkte centralafrikanska ciklider. De lever alla endemiskt i olika delar av Tanganyikasjön, med undantag för arten Neolamprologus devosi som återfinns på två lokaliteter i Tanzania i Malagarasiflodens delta, som mynnar i Tanganyikasjön. Tillsammans med många ciklider från Malawisjön är ett stort antal vanliga som akvariefiskar.

## Utseende
Alla arter i släktet är långsträckta, ofta med utdragna fenspetsar, särskilt hos hanarna. Vissa är mycket färggranna, men flertalet är enkelt ljusbruna med blå inslag, ofta med tvärgående ränder. Genomsnittslängden för vuxna exemplar är ungefär 12 cm, men i gruppen snäcklekande Neolamprologus finner man arter som inte blir större än 4 cm. De största arterna i släktet blir uppemot 20 cm.

## Fortplantning
Alla arter i släktet är revirhävdande. Som alla ciklider är de rom- och yngelvårdande, och både hanen och honan vaktar sin avkomma, ibland i familjegrupper, till dess ynglen vuxit sig så pass stora att de någorlunda kan klara sig själva. Nästintill alla arter i släktet är monogama och lägger sina ägg på ett hårt bottensubstrat, ofta stenar eller klippor. Till undantagen hör de snäcklekande arterna, som lägger sina ägg i tomma skal från snäckor i släktet Neothauma – eller i grunda grottor, om lämpliga snäckskal saknas. Några av snäcklekarna uppvisar dessutom polygyni, där enskilda polygama hanar vaktar ett revir om flera snäckor, med flera monogama honor.

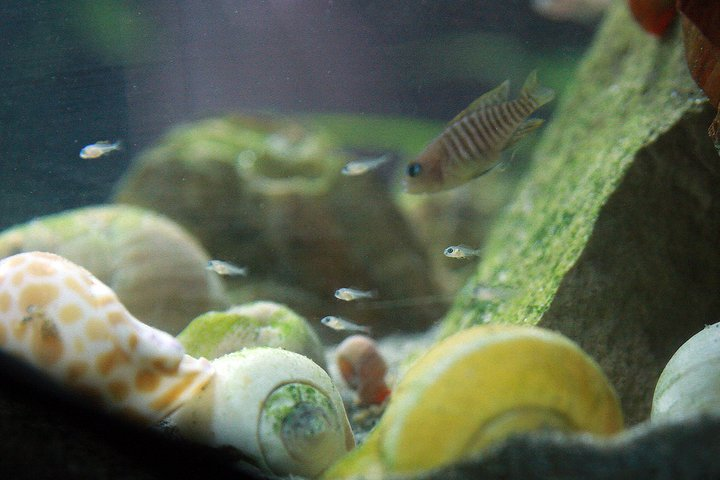
Mångbandad snäcklekare, Neolamprologus multifasciatus, lägger ägg och vaktar sina yngel i tomma snäckskal.

## Arter
Med undantag av några nyligen beskrivna arter inräknades alla arter tidigare till släktet Lamprologus, vilket fortfarande märks på en del av deras svenska trivialnamn. Man finner nya arter med något års mellanrum. Släktet omfattar nu 49 arter:
- Neolamprologus bifasciatus Büscher, 1993 – Tvåbandad lamprologus
- Neolamprologus boulengeri (Steindachner, 1909) – Boulengers snäckciklid
- Neolamprologus brevis (Boulenger, 1899) – Burundi-brevis
- Neolamprologus brichardi (Poll, 1974) – Prinsessan av Burundi
- Neolamprologus buescheri (Staeck, 1983) – Bueschers prinsessa
- Neolamprologus cancellatus Aibara, Takahashi & Nakaya, 2005
- Neolamprologus caudopunctatus (Poll, 1978) – Rödfenad caudopunctatus, gulfenad caudopunctatus
- Neolamprologus chitamwebwai Verburg & Bills, 2007
- Neolamprologus christyi (Trewavas & Poll, 1952) – Christyis lamprologus
- Neolamprologus crassus (Brichard, 1989) – Crassus, blåögonprinsessa
- Neolamprologus cylindricus Staeck & Seegers, 1986 – Cylinderciklild
- Neolamprologus devosi Schelly, Stiassny & Seegers, 2003
- Neolamprologus falcicula (Brichard, 1989)
- Neolamprologus fasciatus (Boulenger, 1898)
- Neolamprologus furcifer (Boulenger, 1898) – Gaffelstjärtslamprologus, bottenlamprologus
- Neolamprologus gracilis (Brichard, 1989) – Gracilis, gracilisprinsessa
- Neolamprologus hecqui (Boulenger, 1899) – Hecqs tanganyikaciklid
- Neolamprologus helianthus Büscher, 1997 – Helianthusprinsessa
- Neolamprologus leleupi (Poll, 1956) – Apelsinciklid
- Neolamprologus leloupi (Poll, 1948) – Pärllamprologus
- Neolamprologus longicaudatus Nakaya & Gashagaza, 1995
- Neolamprologus longior (Staeck, 1980) – Apelsinciklid
- Neolamprologus marunguensis Büscher, 1989
- Neolamprologus meeli	(Poll, 1948)
- Neolamprologus modestus (Boulenger, 1898) – Modestus, modest lamprologus
- Neolamprologus mondabu (Boulenger, 1906) – Mondabuprinsessa
- Neolamprologus multifasciatus (Boulenger, 1906) – Mångbandad snäcklekare
- Neolamprologus mustax (Poll, 1978)
- Neolamprologus niger (Poll, 1956) – Dylamprologus
- Neolamprologus nigriventris Büscher, 1992
- Neolamprologus obscurus (Poll, 1978) – Fläckig lamprologus
- Neolamprologus olivaceous (Brichard, 1989)
- Neolamprologus pectoralis Büscher, 1991
- Neolamprologus petricola (Poll, 1949)
- Neolamprologus pleuromaculatus (Trewavas & Poll, 1952) – Fläckig lamprologus
- Neolamprologus prochilus (Bailey & Stewart, 1977)
- Neolamprologus pulcher (Trewavas & Poll, 1952) – Daffodil, rödprickig prinsessa
- Neolamprologus savoryi (Poll, 1949) – Prinsen av Burundi
- Neolamprologus schreyeni (Poll, 1974) – Schreyenis lamprologus
- Neolamprologus sexfasciatus (Trewavas & Poll, 1952)
- Neolamprologus similis Büscher, 1992
- Neolamprologus splendens (Brichard, 1989) – Splendens prinsessa
- Neolamprologus tetracanthus (Boulenger, 1899) – Pärlbandad lamprologus
- Neolamprologus toae (Poll, 1949)
- Neolamprologus tretocephalus (Boulenger, 1899) – Fembandad tanganyikaciklid, tanganyikazebra
- Neolamprologus variostigma Büscher, 1995
- Neolamprologus ventralis Büscher, 1995
- Neolamprologus walteri Verburg & Bills, 2007
- Neolamprologus wauthioni (Poll, 1949) – Wauthioni